# Survivor România
Survivor România este un reality show de supraviețuire românesc bazat pe formatul internațional Survivor. Programul a debutat pe 18 ianuarie 2020 și a fost difuzat timp de două sezoane (2020 - 2021) la Kanal D. Începând din ianuarie 2022, odată cu sezonul trei, show-ul a fost preluat și difuzat în România de Pro TV.
Sezonul 4, Survivor România 2023, a avut premiera pe 9 ianuarie 2023, este găzduit de Daniel Pavel și are un premiu în valoare de 100.000 de Euro. Sezonul 5, Survivor România All Stars, a avut premiera pe 16 ianuarie 2024.

## Sezonul 6: Survivor România: Înapoi la origini
Format:Infobox Survivor season

## Prezentarea generală a seriei
Un total de 130 de jucatori au concurat pâna acum în cele patru sezoane ale Survivor România.
| Sezonul | Numele sezonului           | Locația                         | Triburile originare                        | Câștigător                       | Competitorul de pe locul 2 | Perioada de difuzare               | Canal original | Prezentator  |
| ------- | -------------------------- | ------------------------------- | ------------------------------------------ | -------------------------------- | -------------------------- | ---------------------------------- | -------------- | ------------ |
| 1       | Survivor România 2020      | La Romana, Republica Dominicană | Două triburi din zece jucători noi         | Elena Ionescu                    | Emanuel Neagu              | 18 ianuarie 2020 - 30 mai 2020     | Kanal D        | Dan Cruceru  |
| 2       | Survivor România 2021      | La Romana, Republica Dominicană | Două triburi din douăsprezece jucători noi | Edmond „Zanni” Hubert Zannidache | Andrei Dascălu             | 9 ianuarie 2021 - 10 iulie 2021    | Kanal D        | Daniel Pavel |
| 3       | Survivor România 2022      | La Romana, Republica Dominicană | Două triburi din douăsprezece jucători noi | Alexandru Delea                  | Elena Chiriac              | 16 ianuarie 2022 - 31 mai 2022     | Pro TV         | Daniel Pavel |
| 4       | Survivor România 2023      | La Romana, Republica Dominicană | Două triburi din douăsprezece jucători noi | Dan Darius Ursa                  | Andrei Krișan              | 9 ianuarie 2023 - 24 mai 2023      | Pro TV         | Daniel Pavel |
| 5       | Survivor România All Stars | La Romana, Republica Dominicană | Două triburi din douăsprezece jucători noi | Edmond „Zanni” Hubert Zannidache | Iancu Sterp                | 16 ianuarie 2024 - 30 mai 2024     | Pro TV         | Daniel Pavel |
| 6       | Survivor România 2025      | La Romana, Republica Dominicană | Două triburi din douăsprezece jucători noi | Ovidiu „Uwe Dai" Măcinic         | Vasile Petrovschi          | 3 februarie 2025 - 23 aprilie 2025 | Pro TV         | Daniel Pavel |

## Sezonul 1
- Perioada de difuzare: 18 ianuarie 2020  - 30 mai 2020  (75 de episode).
- Locația: La Romana, Republica Dominicană.
- Canal original: Kanal D
- Prezentator: Dan Cruceru

Survivor România 2020 este primul sezon al reality show-ului de supraviețuire românesc bazat pe formatul internațional Survivor și a fost difuzat în perioada 18 ianuarie 2020 - 30 mai 2020 la Kanal D. Câștigătoarea acestui sezon a fost Elena Ionescu.

### Concurenții
| Augustin Viziru                | 47 | București                | Faimoșii    |             | Evacuat medical                | Episodul 4  |
| Cristina Șișcanu               | 40 | Ungheni, Ungheni         | Faimoșii    |             | Prima eliminată                | Episodul 5  |
| Ruby                           | 36 | Medgidia, Constanța      | Faimoșii    | Faimoșii    | A doua eliminată               | Episodul 9  |
| Cornel Chirică                 | 33 | București                |             | Războinicii | Descalificat                   | Episodul 12 |
| Lino Golden                    | 27 | Brașov, Brașov           | Faimoșii    | Faimoșii    | Al treilea eliminat            | Episodul 13 |
| Alexandra Soare                | 30 | București                |             | Războinicii | Evacuată medical               | Episodul 16 |
| Bogdan Vlădău                  | 45 | București                | Faimoșii    | Faimoșii    | Al patrulea eliminat           | Episodul 16 |
| Ana Maria Pal                  | 31 | Bacău, Bacău             | Faimoșii    |             | Descalificată                  | Episodul 20 |
| Claudia Mirela Rostaș          | 33 | Cluj-Napoca, Cluj        | Războinicii | Războinicii | A cincea eliminată             | Episodul 20 |
| Raul Ionuț Cormoș              | 28 | Baia Mare, Maramureș     |             | Faimoșii    | Evacuat medical                | Episodul 24 |
| Remus Laurențiu Mihai          | 47 | București                | Războinicii | Războinicii | Al șaselea eliminat            | Episodul 24 |
| Adriana Popescu                | 34 | București                | Războinicii | Războinicii | A șaptea eliminată             | Episodul 28 |
| Andi Constantin                | 34 | Băicoi, Prahova          | Războinicii | Războinicii | Al optulea eliminat            | Episodul 32 |
| Grațiela Teohari Duban         | 38 | Buzău, Buzău             | Faimoșii    | Faimoșii    | A noua eliminată               | Episodul 40 |
| Cristian Marius Ioniță         | 32 | București                | Războinicii | Războinicii | Al zecelea eliminat            | Episodul 44 |
| Sonny Flame                    | 38 | Ploiești, Prahova        |             | Faimoșii    | Al unsprezecelea eliminat      | Episodul 48 |
| Mihai Onicaș                   | 35 | Cluj-Napoca, Cluj        | Faimoșii    | Faimoșii    | Al doisprezecelea eliminat     | Episodul 52 |
| Alice Andrucă                  | 28 | București                |             | Războinicii | A treisprezecea eliminată      | Episodul 56 |
| Asiana Lida Peng               | 25 | Deva, Hunedoara          | Faimoșii    | Faimoșii    | A paisprezecea eliminată       | Episodul 58 |
| Elena Karina Fetica            | 30 | Craiova, Dolj            | Războinicii | Războinicii | A cinsprezecea eliminată       | Episodul 60 |
| Andrei Ciobanu                 | 34 | Bacău, Bacău             | Războinicii | Războinicii | Al șaisprezecelea eliminat     | Episodul 62 |
| Emanuela Carmen „Ema” Huruială | 35 | Reșița, Caraș-Severin    | Războinicii | Războinicii | A șaptesprezecea eliminată     | Episodul 66 |
| Ghiță Balmuș                   | 32 | Arad, Arad               |             | Faimoșii    | Al optsprecezecelea eliminat   | Episodul 68 |
| Emy Alupei                     | 26 | București                |             | Faimoșii    | A nouăsprezecea eliminată      | Episodul 73 |
| Cezar Juratoni                 | 36 | Deva, Hunedoara          | Faimoșii    | Faimoșii    | Al douăzecilea eliminat        | Episodul 74 |
| Lilia „Lola” Crudu             | 38 | Chișinău                 | Războinicii | Războinicii | A douăzeci și una eliminată    | Episodul 75 |
| Iancu Matei Sterp              | 26 | Tuștea, Hunedoara        |             | Războinicii | Al douăzeci și doilea eliminat | Episodul 75 |
| Emanuel Neagu                  | 28 | Cocorăștii Colț, Prahova | Războinicii | Războinicii | Locul 2                        | Episodul 75 |
| Elena Ionescu                  | 37 | Caracal, Olt             | Faimoșii    | Faimoșii    | Unica Survivor                 | Episodul 75 |

1. ↑  Cornel Chirică a fost descalificat și eliminat din concurs pentru abandon în episodul 12.
2. ↑  Ana Maria Pal a fost descalificată și eliminată din concurs pentru violență în episodul 20.

## Sezonul 2
- Perioada de difuzare: 9 ianuarie 2021  - 10 iulie 2021  (108 episode).
- Locația: La Romana, Republica Dominicană.
- Canal original: Kanal D
- Prezentator: Daniel Pavel

Survivor România 2021 este cel de-al 2-lea sezon al reality show-ului de supraviețuire românesc bazat pe formatul internațional Survivor și a fost difuzat în perioada 9 ianuarie 2021 - 10 iulie 2021 la Kanal D. Câștigătorul acestui sezon a fost Edmond "Zanni" Hubert Zannidache.

### Concurenții
| Lucian Barbu                     | 37 | Bacău, Bacău          | Războinicii |             | Evacuat medical                  | Ziua 9   |
| Amna                             | 41 | Slatina, Olt          | Faimoșii    |             | Prima eliminată                  | Ziua 9   |
| Costi Ioniță                     | 47 | Constanța, Constanța  | Faimoșii    |             | Al doilea eliminat               | Ziua 16  |
| Andreea Moșneagu                 | 35 | Suceava, Suceava      | Războinicii |             | A treia eliminată                | Ziua 23  |
| Georgiana Elena Lupu             | 28 | Bacău, Bacău          | Războinicii | Faimoșii    | A patra eliminată                | Ziua 31  |
| Mihaela Berteanu                 | 28 | Brașov, Brașov        |             | Războinicii | A cincea eliminată               | Ziua 38  |
| Marilena Ciucurean               | 29 | Vatra Dornei, Suceava | Războinicii | Războinicii | Descalificată                    | Ziua 39  |
| Alexandra Stan                   | 35 | Constanța, Constanța  | Faimoșii    | Faimoșii    | Evacuată medical                 | Ziua 40  |
| Alin Valentin Sălăjean           | 39 | Câmpia Turzii, Cluj   | Războinicii | Războinicii | Evacuat medical                  | Ziua 42  |
| Simona Hapciuc                   | 35 | București             | Faimoșii    | Faimoșii    | A șasea eliminată                | Ziua 45  |
| Roxana Georgiana Ghiță           | 26 | București             | Războinicii | Războinicii | Evacuată medical                 | Ziua 49  |
| Majda Sandra Aboulumosha         | 37 | Ploiești, Prahova     | Faimoșii    | Faimoșii    | A șaptea eliminată               | Ziua 52  |
| Musty Camara                     | 43 | București             | Războinicii | Războinicii | Al optulea eliminat              | Ziua 59  |
| Romina Siliko Géczi              | 39 | Timișoara, Timiș      |             | Războinicii | A noua eliminată                 | Ziua 66  |
| Andreea Antonescu                | 42 | Galați, Galați        |             | Faimoșii    | A zecea eliminată                | Ziua 73  |
| Roxana Manuela Nemeș             | 36 | Târgu Mureș, Mureș    | Faimoșii    | Faimoșii    | Evacuată medical                 | Ziua 80  |
| Maria Hîngu                      | 29 | Gologanu, Vrancea     | Războinicii | Războinicii | A unsprezecea eliminată          | Ziua 80  |
| Ana Porgras                      | 31 | Galați, Galați        |             | Faimoșii    | A douăsprezecea eliminată        | Ziua 87  |
| Mădălina „Mellina” Dumitru       | 38 | București             | Războinicii | Războinicii | A treisprezecea eliminată        | Ziua 94  |
| Cătălin Moroșanu                 | 40 | Cotnari, Iași         | Faimoșii    | Faimoșii    | Evacuat medical                  | Ziua 97  |
| Vera Miron                       | 38 | Brașov, Brașov        |             | Războinicii | A paisprezecea eliminată         | Ziua 101 |
| Ionuț „Jador” Remus Dumitrache   | 30 | Parincea, Bacău       | Faimoșii    | Faimoșii    | Evacuat medical                  | Ziua 104 |
| Mariano Starlin Belén Medina     | 41 | Santo Domingo         | Războinicii | Războinicii | Al cincisprezecelea eliminat     | Ziua 108 |
| Szidónia „Sindy” Szász           | 30 | Brașov, Brașov        |             | Războinicii | A șaisprezecea eliminată         | Ziua 115 |
| Irina „Irisha” Ceban             | 37 | Chișinău              |             | Faimoșii    | A șaptesprezecea eliminată       | Ziua 122 |
| Sorin Pușcașu                    | 34 | Ploiești, Prahova     | Războinicii | Războinicii | Evacuat medical                  | Ziua 127 |
| Bogdan Urucu                     | 36 | Pitești, Argeș        |             | Războinicii | Al optsprezecelea eliminat       | Ziua 129 |
| Adrian Horațiu „Cucu” Cuc        | 31 | Topa de Criș, Bihor   |             | Faimoșii    | Al nouăsprezecelea eliminat      | Ziua 136 |
| Nicolae „Culiță” Sterp           | 32 | Hațeg, Hunedoara      | Faimoșii    | Faimoșii    | Descalificat                     | Ziua 141 |
| Andreea Lodbă                    | 29 | Bivolari, Iași        |             | Faimoșii    | A douăzecea eliminată            | Ziua 143 |
| Adelina Damian                   | 32 | Galați, Galați        |             | Războinicii | A douăzeci și una eliminată      | Ziua 150 |
| Raluca Dumitru                   | 38 | București             |             | Faimoșii    | A douăzeci și doua eliminată     | Ziua 157 |
| Cosmin Stanciu                   | 37 | Cluj-Napoca, Cluj     | Faimoșii    | Faimoșii    | Evacuat medical                  | Ziua 161 |
| Ștefan Laurențiu Ciuculescu      | 31 | București             |             | Faimoșii    | Al douăzeci și treilea eliminat  | Ziua 164 |
| Sebastian Gabriel Chitoșcă       | 32 | Piatra Neamț, Neamț   |             | Faimoșii    | Al douăzeci și patrulea eliminat | Ziua 171 |
| Albert Oprea                     | 28 | București             | Războinicii | Războinicii | Al douăzeci și cincilea eliminat | Ziua 178 |
| Elena Marin                      | 37 | București             | Faimoșii    | Faimoșii    | A douăzeci și șasea eliminată    | Ziua 183 |
| Maria Cabriesi Chițu             | 24 | Câmpina, Prahova      |             | Războinicii | A douăzeci și șaptea eliminată   | Ziua 184 |
| Marius Crăciun                   | 29 | Pitești, Argeș        |             | Războinicii | Al douăzeci și optulea eliminat  | Ziua 185 |
| Andrei Dascălu                   | 26 | Constanța, Constanța  |             | Războinicii | Locul 2                          | Ziua 185 |
| Edmond „Zanni” Hubert Zannidache | 26 | București             | Faimoșii    | Faimoșii    | Unicul Survivor                  | Ziua 185 |

1. ↑  Marilena Ciucurean a fost descalificată și eliminată din concurs pentru abandon în ziua 39.
2. ↑  Nicolae „Culiță” Sterp a fost descalificat și eliminat din concurs pentru abandon în ziua 141.

## Sezonul 3
- Perioada de difuzare: 16 ianuarie 2022  - 31 mai 2022  (60 de episode).
- Locația: La Romana, Republica Dominicană.
- Canal original: Pro TV
- Prezentator: Daniel Pavel

Survivor România 2022 este cel de-al 3-lea sezon al reality show-ului de supraviețuire românesc bazat pe formatul internațional Survivor și a fost difuzat în perioada 16 ianuarie 2022 - 31 mai 2022 la Pro TV. Câștigătorul acestui sezon a fost Alexandru Delea.

### Concurenții
| Liviu Mihalca                   | 24 | Baia Mare, Maramureș  | Războinicii |             |          | Descalificat                    | Episodul 3  |
| Xonia                           | 34 | Melbourne, Victoria   | Faimoșii    |             |          | Prima eliminată                 | Episodul 3  |
| Roxana Isabela Ciuhulescu       | 45 | Pucioasa, Dâmbovița   | Faimoșii    |             |          | Evacuată medical                | Episodul 5  |
| Andreea Tonciu                  | 37 | București             | Faimoșii    |             |          | A doua eliminată                | Episodul 6  |
| Robert Niță                     | 46 | București             | Faimoșii    |             |          | Al treilea eliminat             | Episodul 9  |
| Angela Forero                   | 38 | București             | Războinicii |             |          | Evacuată medical                | Episodul 10 |
| Ana Dobrovie                    | 32 | Târgu Jiu, Gorj       | Războinicii |             |          | A patra eliminată               | Episodul 12 |
| Radu Itu                        | 31 | București             | Faimoșii    | Faimoșii    |          | Al cincilea eliminat            | Episodul 15 |
| Elena Matei                     | 25 | Ploiești, Prahova     | Războinicii | Războinicii |          | A șasea eliminată               | Episodul 18 |
| Otilia ,,Bilionera" Brumă       | 31 | Suceava, Suceava      | Faimoșii    | Faimoșii    |          | Evacuată medical                | Episodul 19 |
| Emil Rengle                     | 33 | Oradea, Bihor         | Faimoșii    | Faimoșii    |          | Al șaptelea eliminat            | Episodul 21 |
| Ramona Crăciunescu              | 36 | București             | Războinicii | Războinicii |          | A opta eliminată                | Episodul 24 |
| Natalia Duminică                | 33 | Chișinău              |             | Faimoșii    |          | A noua eliminată                | Episodul 27 |
| Cătălin Zmărăndescu             | 50 | București             | Faimoșii    | Faimoșii    |          | Al zecelea eliminat             | Episodul 30 |
| Laura Giurcanu                  | 27 | București             | Faimoșii    | Faimoșii    |          | A unsprezecea eliminată         | Episodul 36 |
| Mihaela Stan                    | 22 | București             |             | Războinicii | Vulturii | A douăsprezecea eliminată       | Episodul 39 |
| CRBL                            | 45 | Pitești, Argeș        | Faimoșii    | Faimoșii    | Vulturii | Evacuat medical                 | Episodul 41 |
| Relu Pănescu                    | 51 | Arad, Arad            | Războinicii | Războinicii | Tigrii   | Al treisprezecelea eliminat     | Episodul 42 |
| Alexandra Laura „Duli” Mucea    | 25 | Lupeni, Hunedoara     | Războinicii | Războinicii | Vulturii | A paisprezecea eliminată        | Episodul 45 |
| Mariana Mădălina Fica           | 30 | Târgu Jiu, Gorj       |             | Faimoșii    | Tigrii   | A cincisprezecea eliminată      | Episodul 48 |
| Doru Răduță                     | 32 | Mioveni, Argeș        |             | Războinicii | Vulturii | Al șaisprezecelea eliminat      | Episodul 51 |
| Tiberiu „TJ Miles” Iordache     | 35 | Constanța, Constanța  | Faimoșii    | Faimoșii    | Tigrii   | Al șaptesprezecelea eliminat    | Episodul 54 |
| Ștefania Ștefan                 | 26 | Lupeni, Hunedoara     | Războinicii | Războinicii | Tigrii   | A optsprezecea eliminată        | Episodul 55 |
| Marian Drăgulescu               | 43 | București             |             | Faimoșii    | Vulturii | Al nouăsprezecelea eliminat     | Episodul 56 |
| Claudia Oana Ciocan             | 25 | București             |             | Războinicii | Tigrii   | A douăzecea eliminată           | Episodul 57 |
| Godspower Morris „Blaze” Okpata | 25 | Port Harcourt, Rivers | Războinicii | Războinicii | Vulturii | Al douăzeci și unulea eliminat  | Episodul 58 |
| Alexandru Mihai Nedelcu         | 38 | București             | Războinicii | Războinicii | Tigrii   | Al douăzeci și doilea eliminat  | Episodul 59 |
| Ionuț Popa                      | 34 | Petrila, Hunedoara    | Războinicii | Războinicii | Tigrii   | Al douăzeci și treilea eliminat | Episodul 60 |
| Elena Chiriac                   | 21 | București             | Faimoșii    | Faimoșii    | Vulturii | Locul 2                         | Episodul 60 |
| Alexandru Delea                 | 27 | Constanța, Constanța  | Războinicii | Războinicii | Vulturii | Unicul Survivor                 | Episodul 60 |

1. ↑  Liviu Mihalca a fost descalificat și eliminat din concurs pentru abandon în episodul 3.

## Sezonul 4
- Perioada de difuzare: 9 ianuarie 2023  -  24 mai 2023  (61 episoade).
- Locația: La Romana, Republica Dominicană.
- Canal original: Pro TV
- Prezentator: Daniel Pavel

Survivor România 2023 este sezonul patru al reality show-ului de supraviețuire românesc bazat pe formatul internațional Survivor. Sezonul este filmat în Republica Dominicană și difuzat de Pro TV în România începând din 9 ianuarie 2023 - 24 mai 2023 la Pro TV. Câștigătorul acestui sezon a fost Darius Dan Ursa.

### Concurenții
| Concurent                      | Vârsta (ani) | Locul nașterii           | Tribul      | Tribul      | Tribul   | Rezultate                     | Rezultate   | Rezultate |
| Concurent                      | Vârsta (ani) | Locul nașterii           | Original    | Modificat   | Unificat | Performanță                   | Episodul    |           |
| ------------------------------ | ------------ | ------------------------ | ----------- | ----------- | -------- | ----------------------------- | ----------- | --------- |
| Emil Gabriel „Gheboasă” Gavriș | 30           | Târgoviște, Dâmbovița    | Faimoșii    |             |          | Descalificat                  | Episodul 3  |           |
| Maria Constantin               | 36           | Bălcești, Vâlcea         | Faimoșii    |             |          | Prima eliminată               | Episodul 3  |           |
| Daria Chiper                   | 21           | București                | Războinicii | Războinicii |          | A doua eliminată              | Episodul 5  |           |
| Sebastian Dobrincu             | 25           | București                | Faimoșii    | Faimoșii    |          | Evacuat medical               | Episodul 7  |           |
| Marcela „Maria” Lungu          | 28           | Chișinău                 | Războinicii | Războinicii |          | A treia eliminată             | Episodul 7  |           |
| Răzvan Danciu                  | 20           | Gălăuțaș-Pârău, Harghita | Războinicii | Războinicii |          | Al patrulea eliminat          | Episodul 10 |           |
| Jorge                          | 41           | Constanța, Constanța     | Faimoșii    | Faimoșii    |          | Evacuat medical               | Episodul 13 |           |
| Vica Blochina                  | 48           | Klaipėda, Klaipėda       | Faimoșii    | Faimoșii    |          | A cincea eliminată            | Episodul 13 |           |
| Andrei Neagu                   | 27           | Constanța, Constanța     | Războinicii | Războinicii |          | Al șaselea eliminat           | Episodul 16 |           |
| Cipriana Codruța Began         | 47           | Cluj-Napoca, Cluj        | Războinicii | Războinicii |          | A șaptea eliminată            | Episodul 19 |           |
| Eduard Gogulescu               | 23           | București                |             | Războinicii |          | Al optulea eliminat           | Episodul 22 |           |
| Alina Radi                     | 35           | Timișoara, Timiș         |             | Războinicii |          | A noua eliminată              | Episodul 25 |           |
| Crina Ioana Abrudan            | 45           | Oradea, Bihor            |             | Faimoșii    |          | A zecea eliminată             | Episodul 28 |           |
| Vlad „DOC” Munteanu            | 43           | București                | Faimoșii    | Faimoșii    |          | Al unsprezecelea eliminat     | Episodul 31 |           |
| Lucianna Vagneti               | 37           | Curitiba, Paraná         | Războinicii | Războinicii |          | A douăsprezecea eliminată     | Episodul 34 |           |
| Ada Dumitru                    | 28           | București                | Faimoșii    | Faimoșii    |          | Evacuată medical              | Episodul 36 |           |
| Mihai Zmărăndescu              | 24           | București                |             | Faimoșii    |          | Al treisprezecelea eliminat   | Episodul 36 |           |
| Remus Boroiu                   | 36           | Băicoi, Prahova          | Faimoșii    | Faimoșii    | Taíno    | Al paisprezecelea eliminat    | Episodul 40 |           |
| Kamara Ghedi                   | 47           | București                |             | Faimoșii    | Taíno    | Al cincisprezecelea eliminat  | Episodul 43 |           |
| Ionuț Iftimoaie                | 45           | Comănești, Bacău         | Faimoșii    | Faimoșii    | Taíno    | Evacuat (probleme personale)  | Episodul 44 |           |
| Alin Chirilă                   | 34           | Galați, Galați           | Războinicii | Războinicii | Taíno    | Al șaisprezecelea eliminat    | Episodul 46 |           |
| Bianca Patrichi                | 34           | București                | Faimoșii    | Faimoșii    | Taíno    | A șaptesprezecea eliminată    | Episodul 49 |           |
| Robert Moscalu                 | 33           | Murfatlar, Constanța     | Războinicii | Războinicii | Taíno    | Al optsprezecelea eliminat    | Episodul 52 |           |
| Andreea Moromete               | 24           | Alexandria, Teleorman    | Războinicii | Războinicii | Taíno    | A nouăsprezecea eliminată     | Episodul 55 |           |
| Ștefania Stănilă               | 26           | Aninoasa, Dâmbovița      | Faimoșii    | Faimoșii    | Taíno    | A douăzecea eliminată         | Episodul 58 |           |
| Alexandra Porkolab             | 34           | Brașov, Brașov           | Războinicii | Războinicii | Taíno    | A douăzeci și una eliminată   | Episodul 59 |           |
| Alexandra Georgiana Ciomag     | 20           | București                |             | Războinicii | Taíno    | A douăzeci și doua eliminată  | Episodul 60 |           |
| Carmen Grebenișan              | 31           | Cluj-Napoca, Cluj        | Faimoșii    | Faimoșii    | Taíno    | A douăzeci și treia eliminată | Episodul 61 |           |
| Andrei Krișan                  | 30           | Cluj-Napoca, Cluj        | Războinicii | Războinicii | Taíno    | Locul 2                       | Episodul 61 |           |
| Darius Dan Ursa                | 40           | Tășnad, Satu Mare        | Războinicii | Războinicii | Taíno    | Unicul Survivor               | Episodul 61 |           |

1.Emil Gabriel ,, Gheboasă" Gavriș a fost eliminat și descalificat din concurs pentru abandon în episodul 3 .￼

## Sezonul 5
- Perioada de difuzare: 16 ianuarie 2024 -  30 mai 2024  (60 episoade).
- Locația: La Romana, Republica Dominicană.
- Canal original: Pro TV
- Prezentator: Daniel Pavel

Survivor România All Stars este sezonul cinci al reality-show-ului de supraviețuire românesc bazat pe formatul internațional Survivor. Sezonul este filmat în Republica Dominicană și difuzat de Pro TV în România începând din 16 ianuarie 2024 - 30 mai 2024 la Pro TV. Câștigătorul acestui sezon a fost Edmond "Zanni" Hubert Zannidache.

### Concurenții
| Concurent                             | Vârsta (ani) | Locul nașterii       | Tribul      | Tribul              | Tribul               | Tribul                  | Tribul                    | Rezultate                    | Rezultate |
| Concurent                             | Vârsta (ani) | Locul nașterii       | Original    | Modificat           | Al doilea schimbat   | Nici unul               | Unificat                  | Performanță                  | Ziua      |
| ------------------------------------- | ------------ | -------------------- | ----------- | ------------------- | -------------------- | ----------------------- | ------------------------- | ---------------------------- | --------- |
| Andreea Tonciu Sezonul 3              | 37           | București            | Faimoșii    |                     |                      |                         |                           | Prima eliminată              | Ziua 7    |
| Elena Ionescu Sezonul 1               | 35           | Caracal, Olt         | Faimoșii    | A doua eliminată    | Ziua 13              |                         |                           |                              |           |
| Relu Pănescu Sezonul 3                | 52           | Arad, Arad           | Războinicii | Al treilea eliminat | Ziua 19              |                         |                           |                              |           |
| Roxana Nemeș Sezonul 2                | 34           | Târgu Mureș, Mureș   | Faimoșii    | Evacuată medical    | Ziua 25              |                         |                           |                              |           |
| Elena Marin Sezonul 2                 | 36           | București            | Faimoșii    | A patra eliminată   | Ziua 25              |                         |                           |                              |           |
| Maria Lungu Sezonul 4                 | 29           | Chișinău, Moldova    | Războinicii | Faimoșii            |                      |                         |                           | A cincea eliminată           | Ziua 38   |
| Ionuț "Jador" Dumitrache Sezonul 2    | 28           | Parincea, Bacău      | Faimoșii    | Faimoșii            | Descalificat         | Ziua 44                 |                           |                              |           |
| Cătălin Moroșanu Sezonul 2            | 39           | Cotnari, Iași        | Faimoșii    | Faimoșii            | Al șaselea eliminat  | Ziua 44                 |                           |                              |           |
| George "Jorge" Papagheorghe Sezonul 4 | 41           | Constanța, Constanța | Faimoșii    | Războinicii         | Evacuat medical      | Ziua 50                 |                           |                              |           |
| Cătălin Zmărăndescu Sezonul 3         | 51           | București            | Faimoșii    | Faimoșii            | Al șaptelea eliminat | Ziua 50                 |                           |                              |           |
| Oana Ciocan Sezonul 3                 | 26           | Bacău, Bacău         | Nici unul   | Războinicii         | A opta eliminată     | Ziua 57                 |                           |                              |           |
| Maria Chițu Sezonul 2                 | 23           | Câmpina, Prahova     | Războinicii | Războinicii         | A noua eliminată     | Ziua 62                 |                           |                              |           |
| Alexandra Ciomag Sezonul 3            | 21           | București            | Războinicii | Faimoșii            | A zecea eliminată    | Ziua 69                 |                           |                              |           |
| Lola Crudu Sezonul 1                  | 36           | Chișinău, Moldova    | Războinicii | Războinicii         | Războinicii          | A unsprezecea eliminată | Ziua 79                   |                              |           |
| Ana Maria Pal Sezonul 1               | 30           | Bacău, Bacău         | Nici unul   | Faimoșii            | Faimoșii             | Nici unul               | A douăsprezecea eliminată | Ziua 80                      |           |
| Alexandra Duli Sezonul 3              | 26           | Lupeni, Hunedoara    | Războinicii | Războinicii         | Războinicii          | Nici unul               | Los Bandidos              | A treisprezecea eliminată    | Ziua 82   |
| Alex Delea Sezonul 3                  | 27           | Constanța, Constanța | Războinicii | Războinicii         | Războinicii          | Nici unul               | Los Bandidos              | Al paisprezecelea eliminat   | Ziua 86   |
| Ana Porgras Sezonul 2                 | 30           | Galați, Galați       | Faimoșii    | Faimoșii            | Faimoșii             | Nici unul               | Los Bandidos              | Evacuată medical             | Ziua 89   |
| Ștefania "Ștefi" Stănilă Sezonul 4    | 26           | Aninoasa, Hunedoara  | Faimoșii    | Faimoșii            | Faimoșii             | Nici unul               | Los Bandidos              | A cincisprezecea eliminată   | Ziua 92   |
| Ștefania Ștefan Sezonul 3             | 27           | Lupeni, Hunedoara    | Războinicii | Războinicii         | Războinicii          | Nici unul               | Los Bandidos              | A șaisprezecea eliminată     | Ziua 96   |
| Tiberiu "TJ Miles" Iordache Sezonul 3 | 35           | Constanța, Constanța | Faimoșii    | Faimoșii            | Faimoșii             | Nici unul               | Los Bandidos              | Al șaptesprezecelea eliminat | Ziua 100  |
| Robert Moscalu Sezonul 4              | 26           | Murfatlar, Constanța | Războinicii | Războinicii         | Războinicii          | Nici unul               | Los Bandidos              | Al optsprezecelea eliminat   | Ziua 101  |
| Sorin Pușcașu Sezonul 2               | 33           | Ploiești, Prahova    | Războinicii | Faimoșii            | Războinicii          | Nici unul               | Los Bandidos              | Al nouăsprezecelea eliminat  | Ziua 102  |
| Andrei Ciobanu Sezonul 1              | 33           | Bacău, Bacău         | Războinicii | Războinicii         | Războinicii          | Nici unul               | Los Bandidos              | Al douăzecilea eliminat      | Ziua 103  |
| Iancu Sterp Sezonul 1                 | 25           | Tuștea, Hunedoara    | Războinicii | Războinicii         | Războinicii          | Nici unul               | Los Bandidos              | Locul 2                      | Ziua 103  |
| Edmond Zannidache Sezonul 2           | 26           | București            | Faimoșii    | Faimoșii            | Faimoșii             | Nici unul               | Los Bandidos              | Unicul Survivor              | Ziua 103  |

1. Ionuț “Jador” Dumitrache a fost descalificat și dat afară pentru încălcarea regulamentului.

## Recepția

### Audiențe TV
Survivor România a fost în mod constant unul dintre cele mai vizionate programe de televiziune din România în primele patru sezoane. Prima ediție din sezonul 3 a fost urmărită de aproape 2,6 milioane de telespectatori, cea mai mare audiență din istoria show-ului.
| Sezonul | Premiera         | Premiera       | Premiera | Finala         | Finala         | Finala |
| Sezonul | Data difuzarii   | Telespectatori | Locul    | Data difuzarii | Telespectatori | Locul  |
| ------- | ---------------- | -------------- | -------- | -------------- | -------------- | ------ |
| 1       | 18 ianuarie 2020 | 1.578.000      | 2        | 30 mai 2020    | 1.420.000      | 1      |
| 2       | 9 ianuarie 2021  | 2.003.000      | 1        | 10 iulie 2021  | 1.723.000      | 1      |
| 3       | 16 ianuarie 2022 | 2.599.000      | 1        | 31 mai 2022    | 1.739.000      | 1      |
| 4       | 9 ianuarie 2023  | 2.130.000      | 1        | 24 mai 2023    | 1.181.000      | 2      |
| 5       | 16 ianuarie 2024 | 1.654.000      | 1        | 30 mai 2024    | 1.391.000      | 1      |

1. Emil Gabriel ,, Gheboasă'' Gavriș a fost eliminat și descalificat pentru abandon în episodul 3.
2. Audiențe în medie la nivel național
3. TBD : informația urmează să fie determinată.

### Premii și nominalizări
| Anul | Premiu                  | Categoria                               | Laureat          | Rezultat     | Surse  |
| ---- | ----------------------- | --------------------------------------- | ---------------- | ------------ | ------ |
| 2020 | Premiile TV Mania       | Cel mai bun reality-show cu celebrități | Survivor România | Nominalizare | [ 28 ] |
| 2021 | Premiile TV Mania       | Cel mai bun reality-show cu celebrități | Survivor România | Nominalizare | [ 29 ] |
| 2021 | Premiile Radar de Media | Cel mai bun reality-show TV             | Survivor România | Nominalizare | [ 30 ] |
| 2022 | Premiile Radar de Media | Cel mai bun reality-show TV             | Survivor România | Câștigat     | [ 31 ] |
| 2022 | Premiile TV Mania       | Cel mai bun reality-show cu celebrități | Survivor România | Câștigat     | [ 32 ] |

## Distribuția online
Sezonul 4 al Survivor România este disponibil și pe VOYO, serviciul de streaming OTT cu abonament al Pro TV în România.